# Hnahthial
Hnahthial è una suddivisione dell'India, classificata come census town, di 7.123 abitanti, nel distretto di Lunglei, nello stato federato del Mizoram. In base al numero di abitanti la città rientra nella classe V (da 5.000 a 9.999 persone).

## Geografia fisica
La città è situata a 22° 58' 57 N e 92° 54' 41 E.

## Società

### Evoluzione demografica
Al censimento del 2001 la popolazione di Hnahthial assommava a 7.123 persone, delle quali 3.734 maschi e 3.389 femmine. I bambini di età inferiore o uguale ai sei anni assommavano a 961, dei quali 508 maschi e 453 femmine. Infine, coloro che erano in grado di saper almeno leggere e scrivere erano 5.640, dei quali 2.924 maschi e 2.716 femmine..